# Cavo a nastro

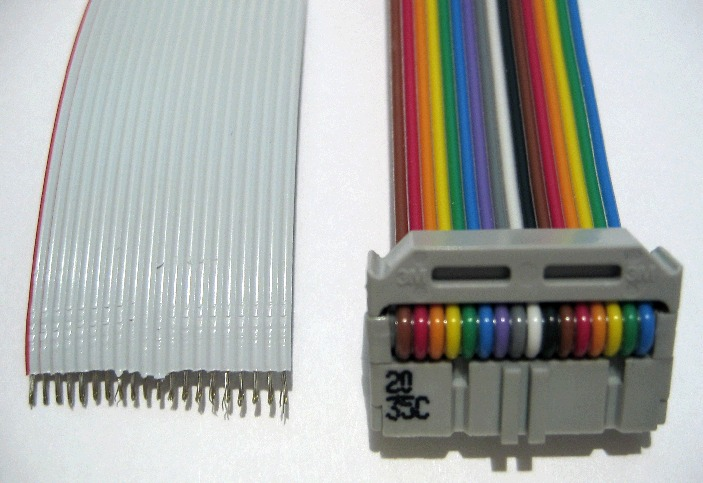
A sinistra un cavo a nastro grigio con trefoli esposti per saldatura su circuito stampato, a destra un cavo a nastro multicolore crimpato su un connettore IDC della 3M

Un cavo a nastro (anche piattina con terminazioni, o cavo flat) è un cavo elettrico progettato per il trasferimento di segnali digitali all'interno di computer, periferiche ad esso collegate e in molte altre apparecchiature operanti con segnali digitali, il metodo adottato per il fissaggio delle spine terminali è definito a perforazione di isolante.

## Descrizione
Nella tipologia maggiormente usata nei primi personal computer di tipo IBM compatibile, si presenta con una lunghezza 50cm con tre terminali per la trasmissione IDE o ATA. Un connettore viene inserito nella scheda madre, un connettore nel disco rigido primario e un connettore nel disco rigido secondario. Su alcuni computer si usa collegare il disco rigido sul primario (master) e il lettore di dischi ottici come secondo stadio in un'unica porta IDE della scheda madre del computer. È impossibile errare nella connessione del Cavo a nastro in quanto i tre connettori sono: tipo uno per la connessione alla scheda madre e tipo due per i dischi rigidi o lettori di dischi ottici.
Si può collegare anche solo un disco alla porta lasciando un terminale libero (non è obbligatorio collegare un master e uno slave ad ogni porta IDE o ATA.
Un tipo di cavo analogo a sezione piatta ma estremamente più sottile e flessibile, è impiegato per il trasporto di segnali elettrici da una scheda elettronica ad un dispositivo mobile quale può essere la testina di una stampante, un disco rigido, oppure il gruppo mobile di uno scanner, i conduttori elettrici multipli sono costituiti da sottili lamine in rame racchiuse tra due sottili fogli di materiale isolante, l'estrema flessibilità che caratterizza questo tipo di cavo è necessaria, dato gli innumerevoli stiramenti e compressioni cui è sottoposto durante il funzionamento del dispositivo sul quale è impiegato.

## Storia
Il cavo a nastro fu inventato nel 1956 dalla Cicoil Corporation, società di Chatsworth (California). I tecnici della società produssero per la prima volta una serie di fili elettrici immersi in un materiale gommoso, flessibile, siliconico. Tale cavo assomigliava a un nastro, e così lo chiamarono. Società come la IBM, la Sperry/Univac iniziarono ad usarlo per rimpiazzare matasse di cavi multipli.
Diversi tipi di cavi a nastro vennero col tempo creati e anche la 3M iniziò la produzione. Il cavo venne perfezionato sempre più fino alla introduzione dei connettori tipo IDC a perforazione d'isolante (connettore IDC).

## Misure e colori
Il cavo viene identificato da due numeri: il pitch (spaziatura) dei conduttori elettrici, e il numero di tali conduttori ways (vie). La spaziatura 0.05 inch (1.27 mm) è la più comune, su due file di 0.1 inch (2.54 mm). In ambito elettronico e la più usata, come nei collegamenti standard di PC, tipo Parallel ATA.
La numerazione base del numero di pin è: 4, 6, 8, 9, 10, 14, 15, 16, 18, 20, 24, 25, 26, 34, 37, 40, 50, 60, 64 e 80. I fili interni di rame stagnato sono solitamente 0.32, 0.20, o 0.13 mm2 (22, 24, o 26 AWG).
Spaziature più piccole sono disponibili. Per esempio lo standard ATA usa per l'ULTRA-ATA, 0.025-inch (0.64-mm) di pitch. Spaziature più piccole sono presenti nei cavi flat flessibili flexible flat cable (FFC).
Il pin 1 è indicato con una "V" sul connettore e il colore rosso sul primo filo del cavo, solitamente.

## Evoluzioni
Con l'avanzamento tecnologico e delle tecniche produttive i cavi a nastro hanno visto un cambio di forma, inizialmente come cavo flessibile piatto o Flexible flat cable (FFC), che è caratterizzato da uno spessore estremamente sottile, con conduttori dalla larghezza prestabilita, questi conduttori flssibili piatti possono a loro volta integrare alcune funzioni o filtri e diventare dei circuiti stampati flessibili o Flat Printed Circuit (FPC)